# Erwin Strassmann
Erwin Otto Strassmann (geboren 14. Juli 1895 in Berlin; gestorben 28. Oktober 1972 in Houston, Texas) war ein deutsch-amerikanischer Gynäkologe und Hochschullehrer.

## Leben
Erwin Otto Strassmann war ein Sohn des Gynäkologen Paul Ferdinand Strassmann und der Hedwig Rosenberg, er hatte drei Geschwister. 1913 begann er ein Medizinstudium in Berlin. Seit 1913 gehörte er auch der Berliner Burschenschaft Arminia an. Er wurde 1914 Soldat im Ersten Weltkrieg und wurde in der Ballontruppe zum Kapitänleutnant befördert. Nach Kriegsende war er als Freikorpskämpfer gegen den Spartakusbund eingesetzt. 1922 wurde er an der Universität Freiburg promoviert. Er heiratete Ilse Wens, sie hatten den Sohn Wolfgang Paul und zwei Töchter. Von 1924 bis 1936 war er unter anderem als Dozent an der Universitätsfrauenklinik Berlin tätig.
Nach der Machtübergabe an die Nationalsozialisten 1933 wurde er 1936 an der Klinik aus rassistischen Gründen entlassen und emigrierte mit Hilfe der Brüder William James Mayo und Charles Horace Mayo in die Vereinigten Staaten, wo er von ihnen an die Mayo-Klinik eingeladen wurde. Ab 1942 war Strassmann amerikanischer Staatsbürger. Strassmann „lieferte wesentliche Beiträge zur Etablierung der modernen Frauenheilkunde in den USA“; 1965 wurde er mit dem Bundesverdienstkreuz Erster Klasse ausgezeichnet.